# 150MHz帯
150MHz帯（150メガヘルツたい）は、およそ142～162MHzの周波数範囲の周波数帯である。波長は2m程度である。
明確な周波数範囲の定義は無いが、150MHz帯無線機の仕様上の周波数範囲は、142～162.0375MHzであることが多い。

## 用途
主に、陸上移動無線、海上移動無線、アマチュア無線に使われている。
- 警察
- 消防救急
- 防災
- 水防
- 道路管理
- 電力
- ガス
- 水道
- 鉄道
- バス
- 国際VHF（船舶）
- その他（業務無線、簡易無線）
- アマチュア無線（144〜146MHz）

## 歴史
- 戦前　レーダに使用
- 1950年　電気通信研究所が150MHz帯の研究。簡易無線（154.53MHz）が許可される。
- 1951年　関西電力、大阪ガス、横浜市役所の移動無線局が免許される。
- 1953年　札幌にてタクシー無線が免許される。電電公社が船舶電話サービスを開始。
- 1958年　チャネル間隔を80kHzから40kHzへナロー化。
- 1964年　電電公社がMCA方式の船舶電話サービスを開始。
- 1966年　タクシー無線が400MHz帯に移動し150MHz帯の使用を終了。
- 1968年　電電公社が東京23区でポケットベルサービスを開始。
- 1969年　チャネル間隔を40kHzから20kHzへナロー化。
- 1999年　一部のシステムでチャネル間隔を20kHzから6.25kHzへナロー化。

## アンテナ
λ/4の長さが50cmであり、車両屋根への取り付けに適している。ハンディ型無線機では、伸縮式のアンテナ（ロッドアンテナ）や、ヘリカルアンテナが使われる。